# Нигерско-конгоански језици
Нигер-конгоански језици (раније познати као нигер-кордофански језици) чине језичку породицу од скоро 1.400 језика, те ова група представља четвртину свих језика и најбројнију фамилију језика, које користи 400 милиона људи у западној, централној, источној и јужној Африци (односно, свуда осим на северу).
Остале језичке групе поникле у Африци су афроазијски језици, нило-сахарски језици и којсански језици.
Најважнија подгрупа нигер-конгоанских језика су банту језици који се користе на простору од Нигерије до југа Африке. Овој подгупи припада 500 језика и око 210 милиона говорника.
Највећи нигер-конгоански језици су: свахили (30-40 милиона говорника у источној Африци), јоруба (20-25 милиона у Нигерији, Бенину и Тогоу), група дијалеката фула или фулфулде (више од 20 милиона у западној Африци), игбо (до 20 милиона у југоисточној Нигерији), шона (око 10 милиона у Зимбабвеу), зулу (око 10 милиона у Јужној Африци) итд. Постоји преко 20 нигер-конгоанских језика са више од 5 милона говорника. Често су ови језици језици администрације и трговине који омогућавају комуникацију људи различитих локалних матерњих језика.

## Порекло
Ова породица језика је највероватније настала унутар или близу области где су се говорили ови језици пре ширења Бантуа (тј. западна Африка или централна Африка). Њихова експанзија је можда била повезана са експанзијом пољопривреде Сахела у периоду афричког неолита, након исушивања Сахаре око 3500. п. н. е.
Према Рогеру Бленчу (2004), сви стручњаци за језике Нигера и Конга верују да језици имају заједничко порекло, а не само да чине типолошку класификацију, из разлога који укључују њихов заједнички систем именица-класа, заједничка вербална проширења и заједнички лексикон. Сличне класификације Нигер-Конга су прављене још од Дидриха Вестермана 1922. године. Џозеф Гринберг је наставио ту традицију, чинећи је полазном тачком за модерну лингвистичку класификацију у Африци, са неким од његових најзначајнијих публикација које су изашле у штампу почевши од 1960-их. Међутим, већ много деценија постоји активна дебата о одговарајућим поткласификацијама језика у овој језичкој породици, што је кључно средство које се користи у локализацији места порекла језика. Није развијен дефинитиви „Прото-Нигер-Конго“ лексикон или граматика за ову породицу језика у целини.
Важно нерешено питање у одређивању времена и места одакле су нигерско-конгошки језици настали и њиховог опсега пре забележене историје је однос ове језичке породице са кордофанским језицима, који се сада говоре у нубским планинама у Судану, а који нису у додиру са остатком региона на којем се говоре Нигер-Конгоански језици и налази се на најсевероисточном делу садашњег језичког региона Нигер-Конго. Тренутни преовлађујући лингвистички став је да су кордофански језици део породице језика Нигера и Конга, и да су то можда први од многих језика који се још увек говоре у тој регији. Докази су недовољни да би се утврдило да ли ова особена група говорника представља праисторијски распон језичког региона Нигер-Конга који се од тада сужавао пошто су други језици упали, или уместо тога, ово представља групу језика Нигер-Конга чији су говорници мигрирали на подручје у неком тренутку праисторије где су од почетка били изолована језичка заједница.
Постоји више сагласности у погледу места порекла Бенуе-Конга, највеће потпородице групе. Унутар Бенуе-Конга, место порекла банту језика, као и време када је почео да се шири је познато са великом специфичношћу. Бленч (2004), ослањајући се посебно на претходни рад Кеј Вилијамсона и П. Де Волфа, тврдио је да је Бенуе-Конго језичка група вероватно настала на ушћу река Бенуе и Нигер у централној Нигерији. Ове процене места порекла породице Бенуе-Конго језика не одређују датум почетка те експанзије, осим што је морао бити довољно дуго пре ширења Бантуа да би се омогућила диверзификација језика у оквиру ове језичке породице која укључује Банту.
Спорна је класификација релативно дивергентне породице убангијских језика, са средиштем у Централноафричкој Републици, као дела породице језика Нигер-Конго. Гринберг (1963) је убангијански груписао са Нигер-Конгом, и каснији ауторитети су се сложили, али је то довео у питање Димендал (2008).
Експанзија Бантуа, која је почела око 1000. године пре нове ере, захватила је већи део централне и јужне Африке, што је довело до асимилације и изумирања многих тамошњих домородачких Пигмеја и Бушмена (Којсан).

## Класификација
- Нигер-конгоански језици
  - Кордофански језици
  - Манде језици
  - Атлантски језици (фула)
  - Догон језик
  - Иџо језици
  - Волта-конгоански језици
    - Северни волта-конгоански језици
      - Кру језици
      - Гур језици
      - Сенуфо језици
      - Адамава-убанги језици

    - Јужни волта-конгоански језици
      - Ква језици
      - Бенуе-конгоански језици
        - Западни бенуе-конгоански језици (јоруба, игбо)
        - Источни бенуе-конгоански језици
          - Платоидни језици или језици централне Нигерије
          - Банту-прекоречни језици
            - Прекоречни језици
            - Бантоидни језици (свахили, шона, зулу)

## Заједничке карактеристике

### Фонологија
Језике из нигер-конгоанске језичке породице карактерише склоност ка отвореним слоговима типа сугласник+самогласник. Моги од њих поседују особину хармоније вокала. Нигер-конгоански језици поседују, поред оралних, назалне самогласнике који су допринели развоју назалних сугласника у већини језика ове групе.
Већина језика су тонални. Акценатски системи поседују углавном два или три акцента, а ређе више од тога. Пар језика, од којих је најзначајнији свахили, не поседују тоналне (мелодијске) акценте.

### Морфосинтакса
Нигер-конгоански језици су познати по свом систему именичких класа. Ови системи су слични систему граматичког рода у другим језицима. Често их има више од десетак, а односе се на мушкарце, жене, жива бића, предмете, биљке, локације, групе објеката итд. У банту језицима је ово изражена карактеристика која се означава префиксима именица, док се глаголи и придеви слажу са класом именица на које се односе.
Ред речи је углавном по шаблону: субјекат-глагол-објекат.